# 佛国寺
佛國寺（韩语：／ Bulguksa）是位於韓國慶尚北道慶州市的一座佛教曹溪宗寺院，始建於新羅法興王15年（528年），距今有超過一千四百年的歷史。寺內多寶塔、釋迦塔、蓮華橋和七寶橋、青雲橋和白雲橋、金銅毗盧遮那佛坐像，以及金銅阿彌陀如來坐像等六個文物被列為韓國國寶。1995年，佛國寺和附近的石窟庵一同被列為世界文化遺產；2009年12月，佛國寺被列為韓國指定史蹟第502號。佛國寺與石窟庵被認為是新羅佛教藝術的經典代表。

## 概況

### 佛國寺歷史
佛國寺始建於新羅第23代君主法興王15年（528年），當時被稱爲「法流寺」。文武王10年（670年）創建了無說殿，神文王元年（681年）完成了大雄殿的釋迦牟尼佛佛像。景德王時期，750年左右，宰相金大城為紀念父母重建，整個工程在惠恭王10年（774年）由新羅王室出資在金大城去世後完工，並命名為佛國寺，寺院在高麗王朝期間和朝鮮王朝早期曾重修。朝鮮宣祖26年至32年（1592年至1598年），歷經豐臣秀吉入侵朝鮮半島的萬曆朝鮮之役（韓語：임진왜란），佛國寺大部分建築被燒毀，唯有金銅佛像和石造物倖免於難。
朝鮮宣祖38年（1604年），佛國寺再次被重建，之後又經過擴建和不斷的重修。二戰和韓戰結束後，1966年佛國寺進行部分重修。1969年，韓國總統朴正熙下令對佛國寺進行了全面的整修，在舊址上重建了無說殿、觀音殿、毗盧殿、經樓、回廊等建築，並重修了大雄殿、泛影樓、紫霞門、石壇等，使其恢復成目前的情況。

### 建築布局

佛国寺建筑配置图-Zh-hans.svg

佛國寺位於韓國慶尚北道慶州市的吐含山，進入佛國寺入口後，會經過天王門，來到一個兩段式樓梯——青雲橋和白雲橋。樓梯總共有33個台階，第一段為青雲橋，有17個台階；第二段為白雲橋，有16個台階。
台階上為紫霞門，紫霞門後方為大雄殿。大雄殿前廣場有釋迦塔（又稱三層石塔）與多寶塔。釋迦塔高10.75公尺，有三層高，是傳統的韓式石塔，線條簡潔，細節極少，其歷史超過一千二百年；多寶塔高10.29公尺，供奉妙法蓮華經中提到的多寶佛，與釋迦塔相比，多寶塔以其高度華麗的結構而聞名，其圖像出現在10韓圓硬幣上。大雄殿中央供奉釋迦牟尼佛，左右為彌勒菩薩與羯羅菩薩，兩側為佛陀弟子迦葉與阿難。
在青雲橋和白雲橋左方，有蓮華橋和七寶橋，與青雲橋和白雲橋類似，蓮華橋和七寶橋也是一個兩段式樓梯，但台階數量較少，僅有17個台階。第一段為蓮華橋，有10個台階；第二段為七寶橋，有7個台階。台階上為安養門，安養門後方為極樂殿，極樂殿內供奉金銅阿彌陀如來坐像。
大雄殿後為無說殿，無說殿後方由左至右為羅漢殿、毗盧殿、觀音殿，其中毗盧殿內供奉金銅毗盧遮那佛坐像。

佛國寺建築配置圖

## 佛國寺的寶物
佛國寺內多寶塔、釋迦塔、蓮華橋和七寶橋、青雲橋和白雲橋、金銅毗盧遮那佛坐像，以及金銅阿彌陀如來坐像等六件文物被列為韓國國寶。另有數件文物列為比韓國國寶次一級的韓國寶物。

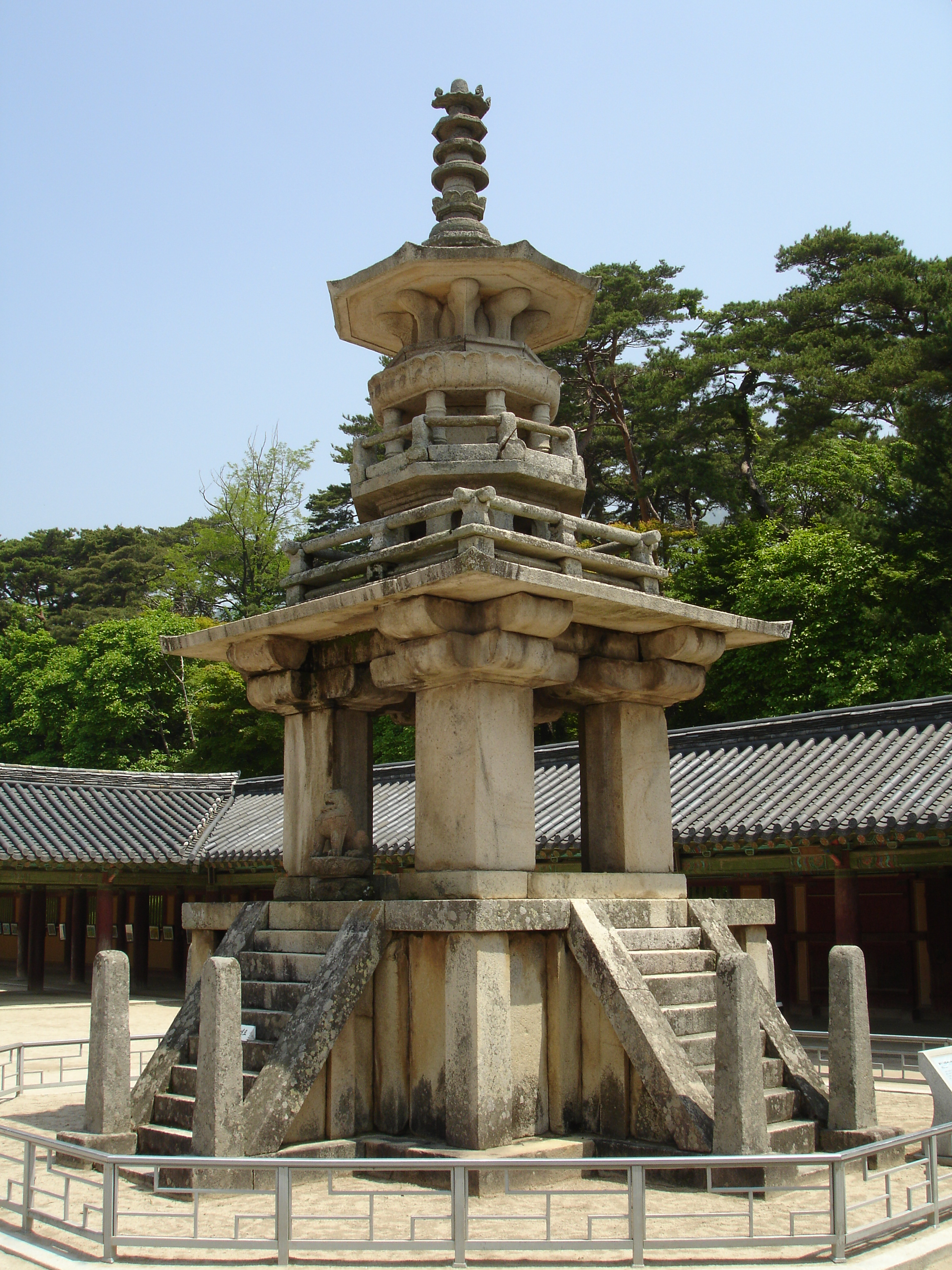
多寶塔（韓國國寶第20號）

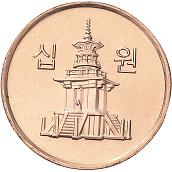
10韓圓硬幣上的佛國寺多寶塔圖樣

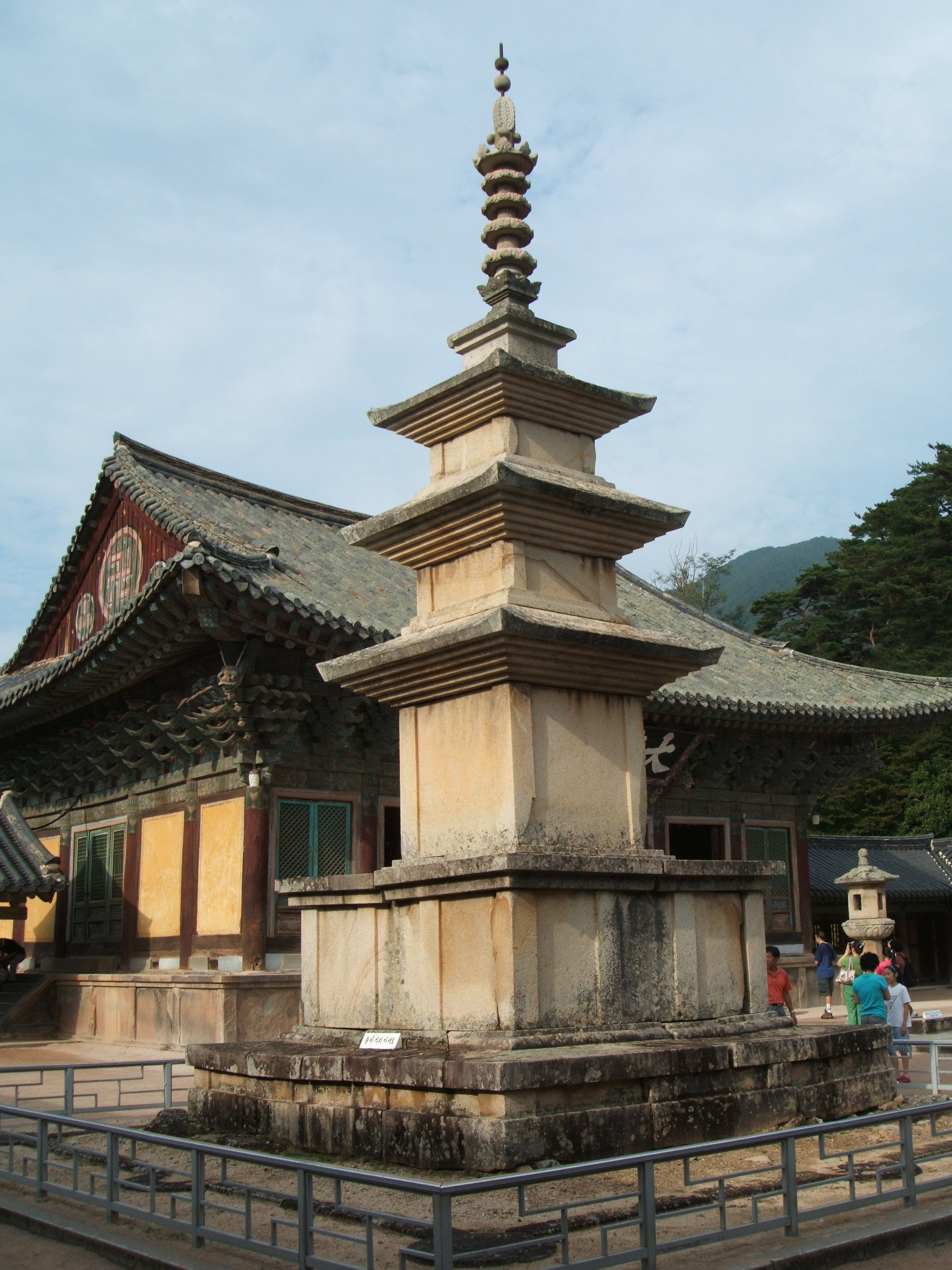
釋迦塔（韓國國寶第21號）

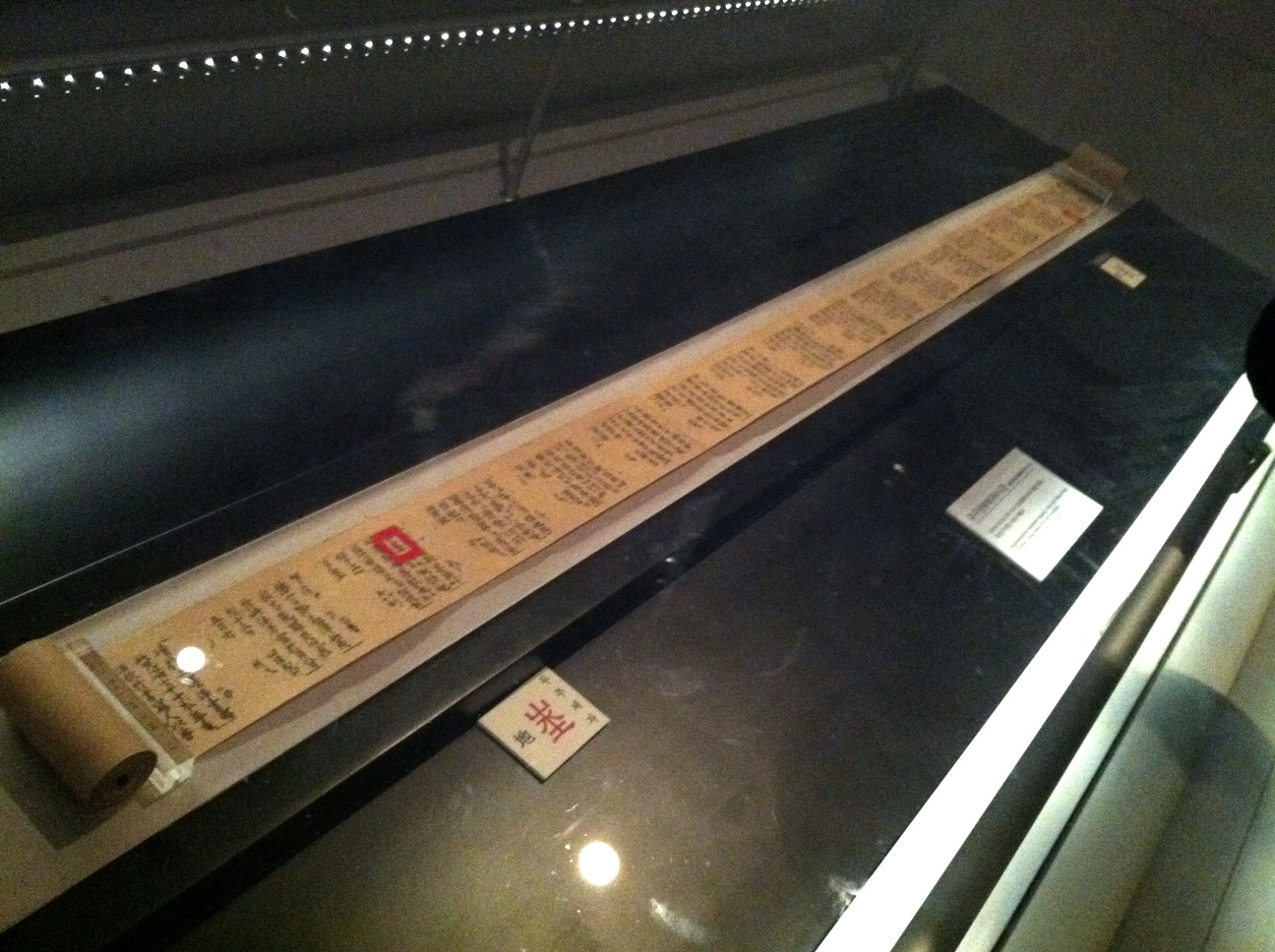
1966年在釋迦塔發現的（韓國國寶第126-6號，展出物為複製品）

### 多寶塔（國寶第20號）
多寶塔為韓國國寶第20號，高10.29公尺，供奉妙法蓮華經中提到的多寶佛。推測多寶塔建於統一新羅景德王10年（751年）。與釋迦塔相比，多寶塔以其高度華麗的結構而聞名。多寶塔基座為十字型，四面各有一座階梯，階梯有十個台階。據說四面代表佛教「四聖諦」基本教法，十個台階代表十信、十住、十行、十迴向等意涵。其上由四個方形石柱支撐方形屋頂。屋頂上有方形欄杆，方形欄杆上有八角形欄杆，八角形欄杆上有蓮花型石雕，其上有八個支柱支撐八角形屋頂。原本在階梯上方有四隻石獅子，但目前僅存一隻。多寶塔的圖像出現在10韓圓硬幣上。

### 釋迦塔（國寶第21號）
釋迦塔，全名為「釋迦如來常住說法塔」，又稱三層石塔（삼층석탑），為韓國國寶第21號，高10.75公尺，是傳統的韓式石塔，線條簡潔，細節極少。與多寶塔相同，一般推測亦建於統一新羅景德王10年（751年），但另有一說建於統一新羅景德王元年（742年）。與多寶塔相比，釋迦塔設計相當簡潔。三層石塔的比例為 4:3:2，下方較大，至上方逐漸縮小，呈現均衡的美感。釋迦塔與多寶塔均在大雄殿前的廣場，兩座塔置於同一處，是體現妙法蓮華經的內容，表示「現在佛」釋迦牟尼佛說法時，「過去佛」多寶佛在旁的證明。
1966年9月發生盗掘者入侵使得釋迦塔產生損傷，同年12月整修時，於二層塔身中的一個方洞內，找到一批文物，該批文物被列為韓國國寶第126號。其中最受矚目的為編號126-6號，其為世界上最早的木刻印刷品，將《無垢淨光大陀羅尼經》印在8乘以620公分的紙捲軸上，經鑑定年代介於705至751年間。該物件現存於國立慶州博物館。

### 蓮華橋和七寶橋（國寶第22號）
蓮華橋和七寶橋為韓國國寶第22號。蓮華橋和七寶橋為一個兩段式樓梯，第一段為蓮華橋，有10個台階；第二段為七寶橋，有7個台階。台階上為安養門（안양문），安養門後方為極樂殿（극락전），極樂殿內供奉金銅阿彌陀如來坐像（韓國國寶第27號）。
推測蓮華橋和七寶橋建於統一新羅景德王10年（751年）。蓮華橋以其台階上有蓮花形圖樣的雕刻而聞名，但雕刻經過多年參拜者從其上走過，已逐漸模糊，如今已不准遊客從其上走過。
據傳蓮華橋和七寶橋不是世俗之人可過的橋，只有徹悟西方極樂世界的人，才能登上。與右側的青雲橋和白雲橋顯現的雄偉氣勢相比，蓮華橋和七寶橋展現出秀雅細緻的一面。蓮華橋下面有一個虹霓門，虹霓門象徵的意義為芸芸眾生希望走向極樂世界。

### 青雲橋和白雲橋（國寶第23號）
青雲橋和白雲橋為韓國國寶第23號，推測青雲橋和白雲橋亦建於統一新羅景德王10年（751年）。青雲橋和白雲橋為一個兩段式樓梯，樓梯總共有33個台階，第一段（下方）為青雲橋，有17個台階；第二段（上方）為白雲橋，有16個台階；但有另一派說法與前者相反，為第一段（下方）17個台階為白雲橋，第二段（上方）16個台階為青雲橋。
青雲橋和白雲橋的下方17個台階高3.82公尺，寬5.14公尺；上方16個台階高3.15公尺，寬5.09公尺。下方階梯底下亦有一個虹霓門。台階上為紫霞門（자하문），紫霞門後方為大雄殿。大雄殿前廣場有釋迦塔與多寶塔。青雲橋和白雲橋象徵將橋下的俗世與橋上的佛祖世界連接，與左側的蓮華橋和七寶橋相比，青雲橋和白雲橋的建築顯現了雄偉的氣勢。

### 金銅毗盧遮那佛坐像（國寶第26號）
金銅毗盧遮那佛坐像列入韓國國寶第26號，為毗盧遮那佛的坐像，該坐像位於佛國寺毗盧殿內。金銅毗盧遮那佛坐像高為1.77公尺，為青銅鎏金材質。佛像的表情相當嚴肅，頭上肉髻代表無上的智慧；右手的食指被左手遮住，代表佛陀的開悟；身上穿著露出右肩的袈裟，袈裟的皺褶形塑相當細膩。
佛國寺的「金銅毗盧遮那佛坐像」、「金銅阿彌陀如來坐像」，以及栢栗寺「金銅藥師如來立像」（韓國國寶第28號）合稱為統一新羅時期三大青銅鎏金佛像。

### 金銅阿彌陀如來坐像（國寶第27號）
金銅阿彌陀如來坐像列入韓國國寶第27號，為阿彌陀佛的坐像，該坐像位於佛國寺極樂殿內。金銅阿彌陀如來坐像高為1.66公尺，佛像雙腳盤腿，右手置於腿上，左手向前微伸，兩手持說法印。身上穿著露出右肩的袈裟，袈裟衣紋寫實自然，造型風格與石窟庵佛像相似。有說法認為佛像為了新羅第24代君主真興王的母親所建，但從雕刻的形式判定，應為8世紀中葉的作品較有可能。

### 其他寶物
除了前列的韓國國寶之外，佛國寺還保存六項比韓國國寶次一級的韓國寶物，包括舍利塔（韓國寶物61號）、石槽（韓國寶物1523號）、大雄殿（韓國寶物1744號）、石築（韓國寶物1745號）、靈山會上圖與四天王壁畫（韓國寶物1797號），以及三藏菩薩圖（韓國寶物1933號）六項文物。另有幢竿支柱（有形文化財446號）。

## 寶物圖集

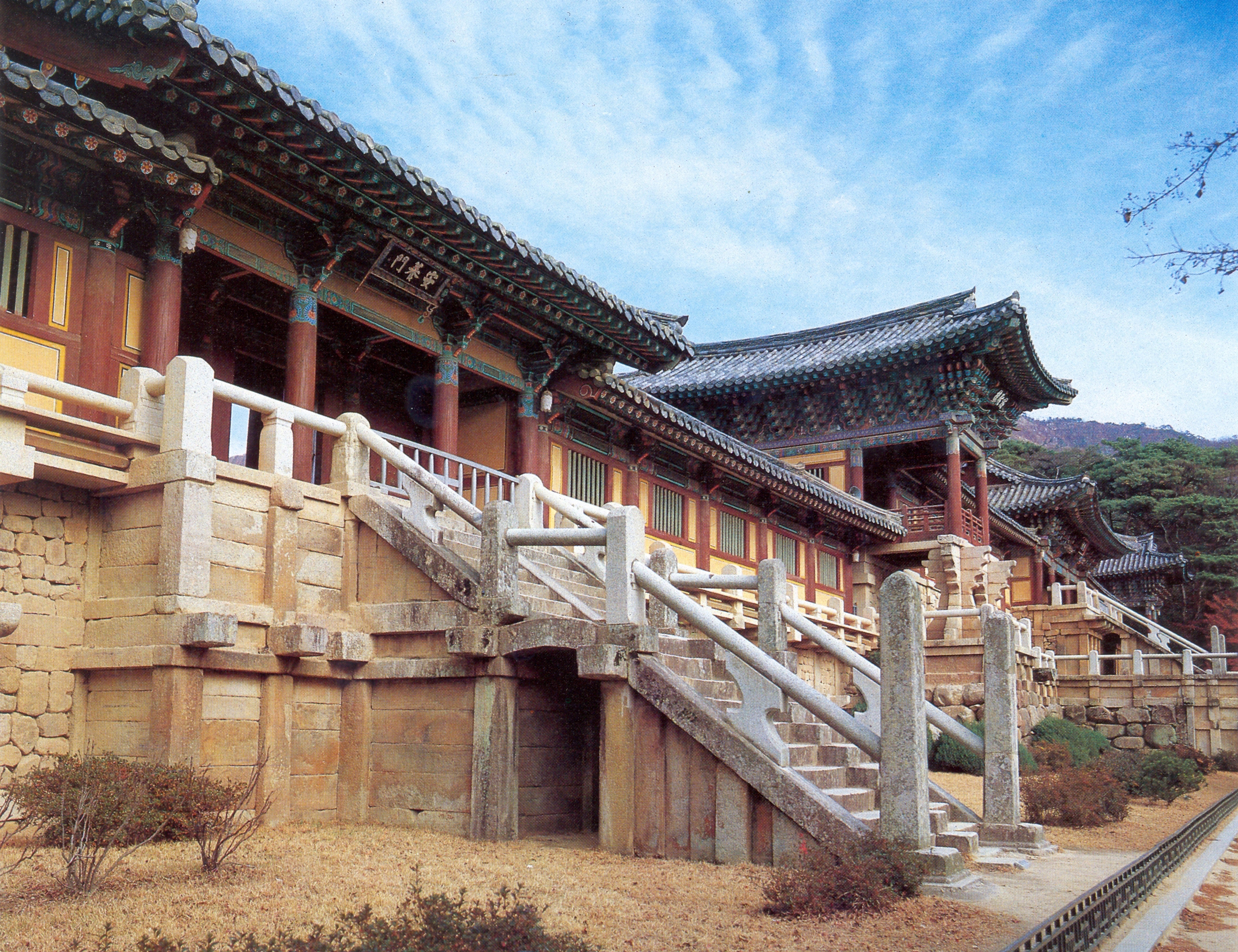
蓮華橋和七寶橋（韓國國寶第22號）
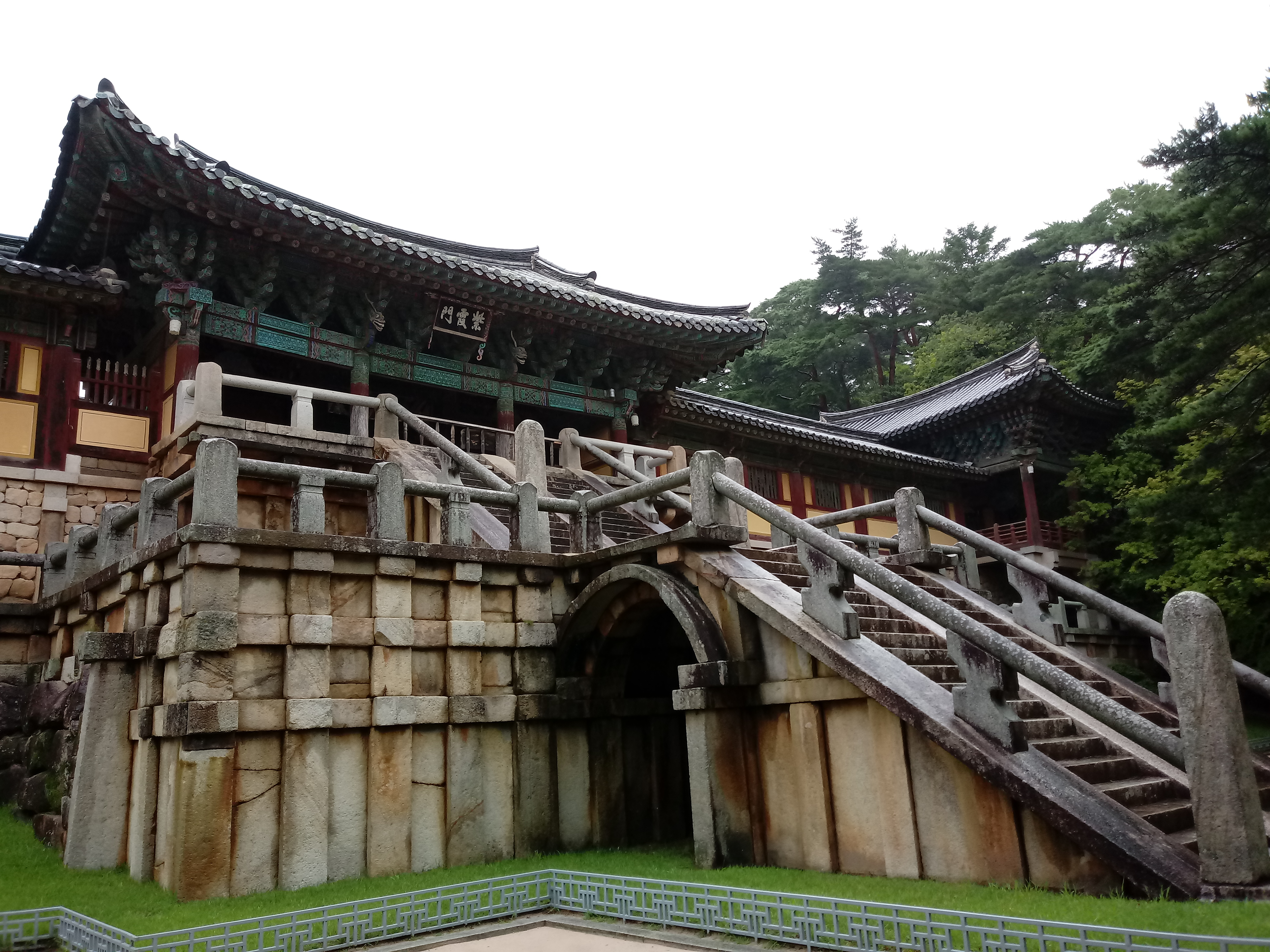
青雲橋和白雲橋（韓國國寶第23號）
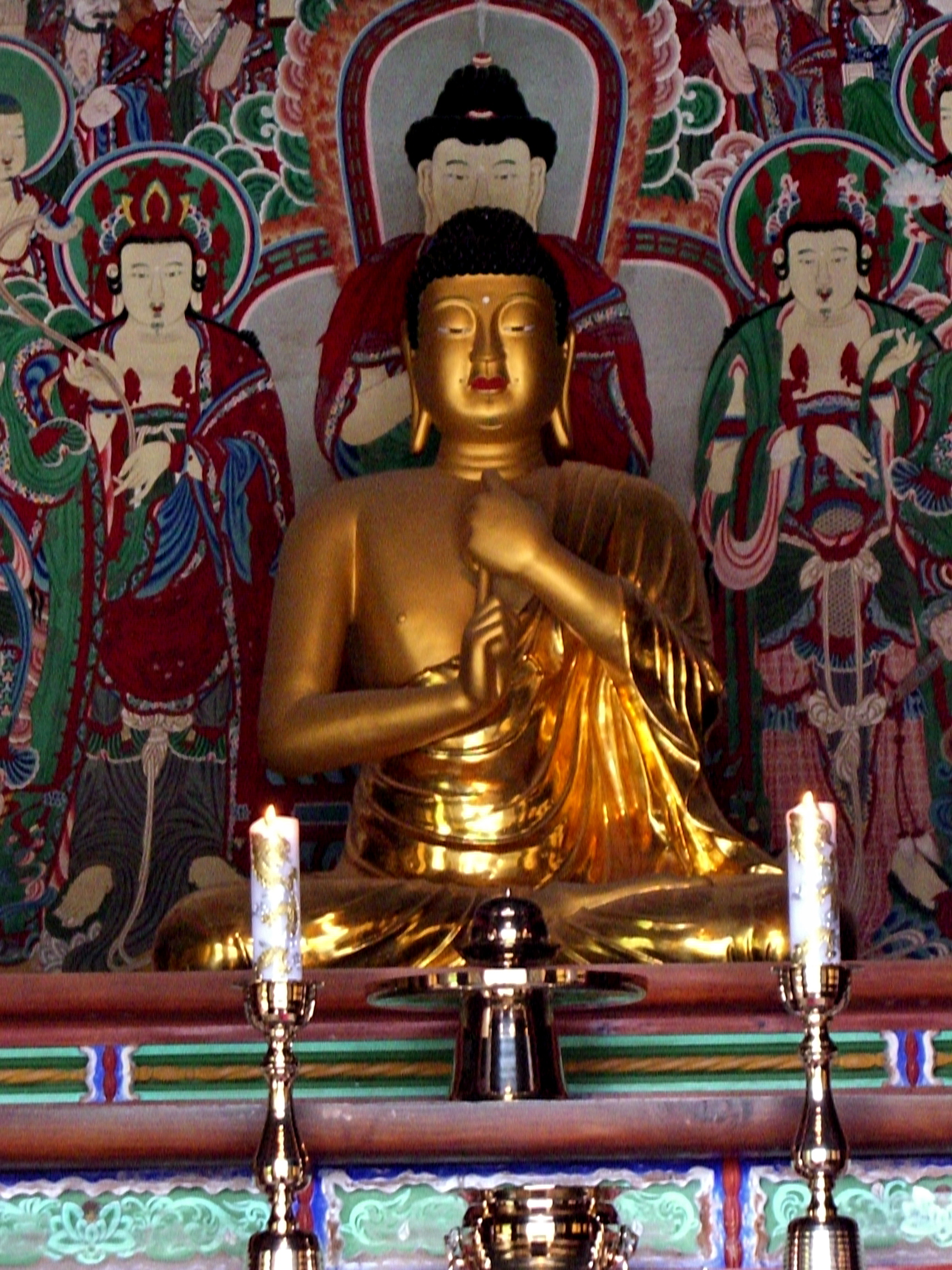
金銅毗盧遮那佛坐像（韓國國寶第26號）
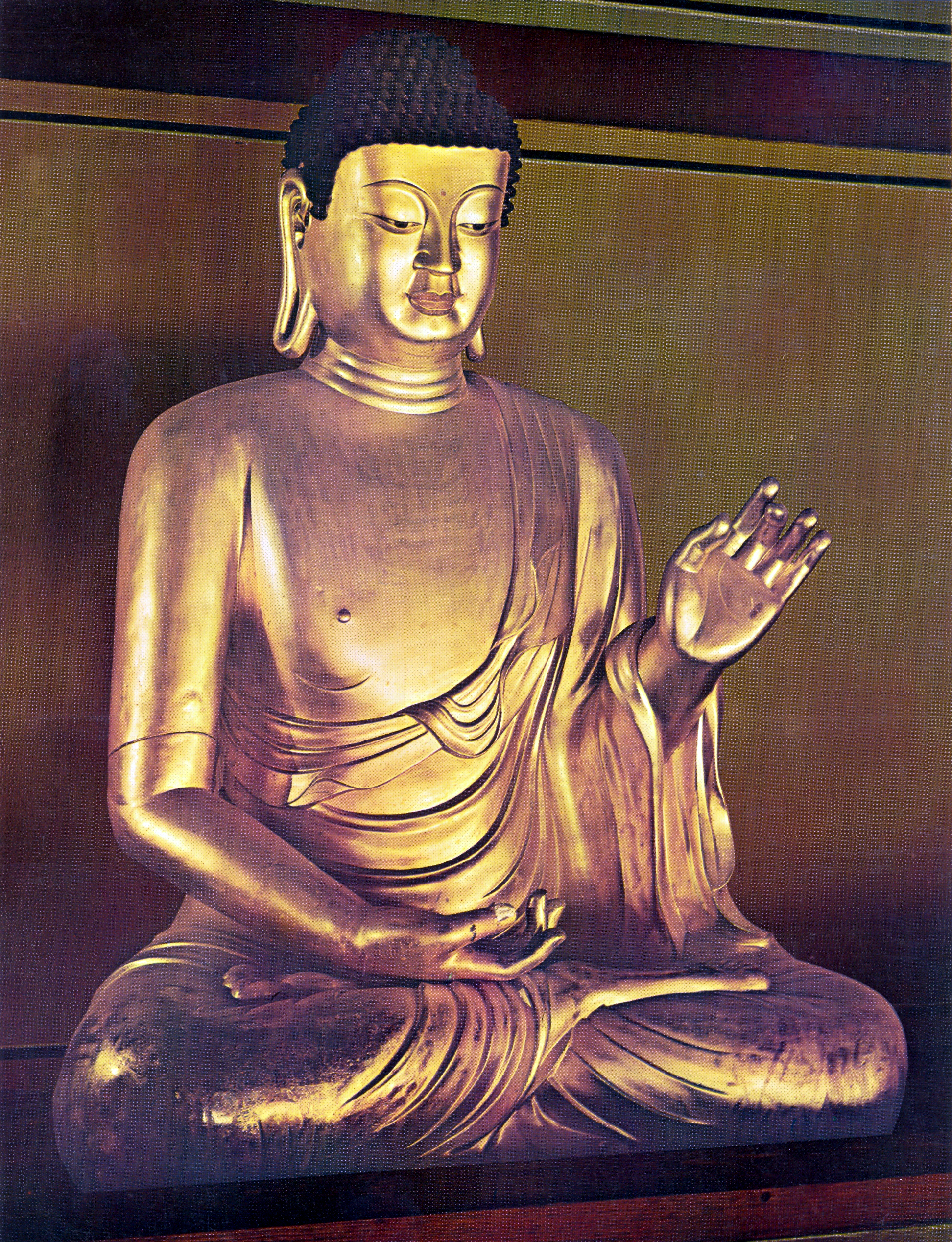
金銅阿彌陀如來坐像（韓國國寶第27號）
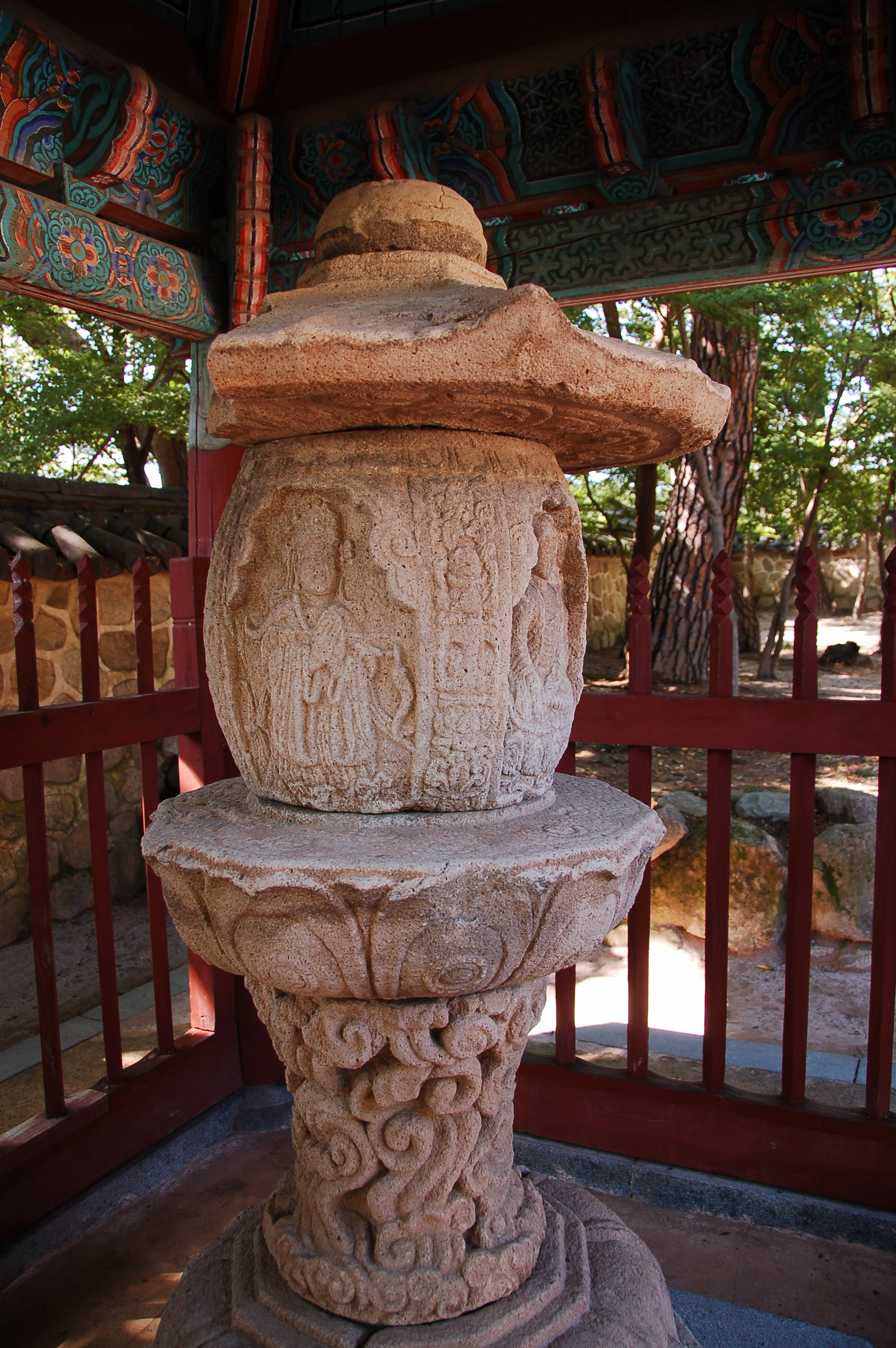
舍利塔（韓國寶物第61號）
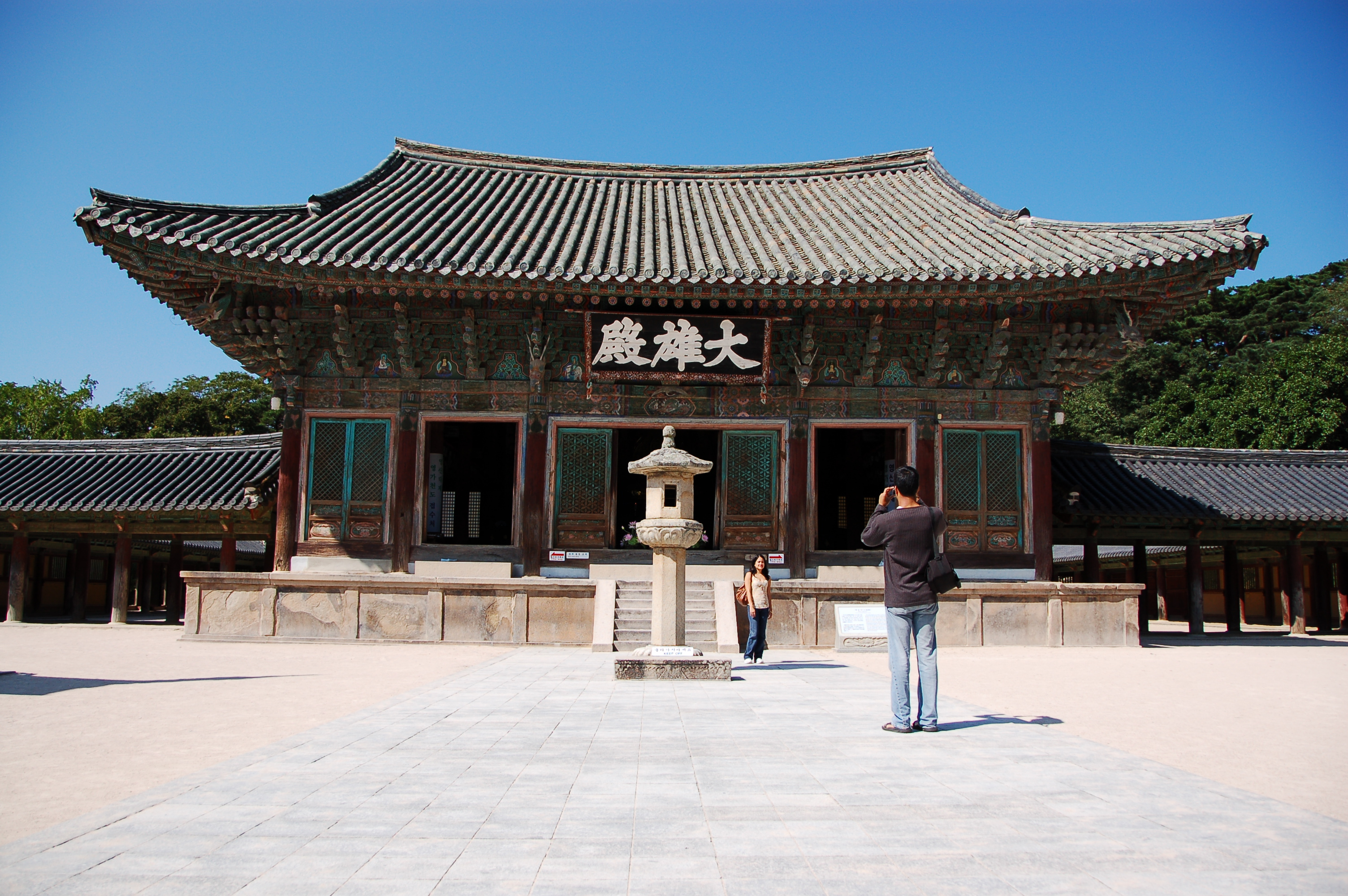
大雄殿（韓國寶物第1744號）
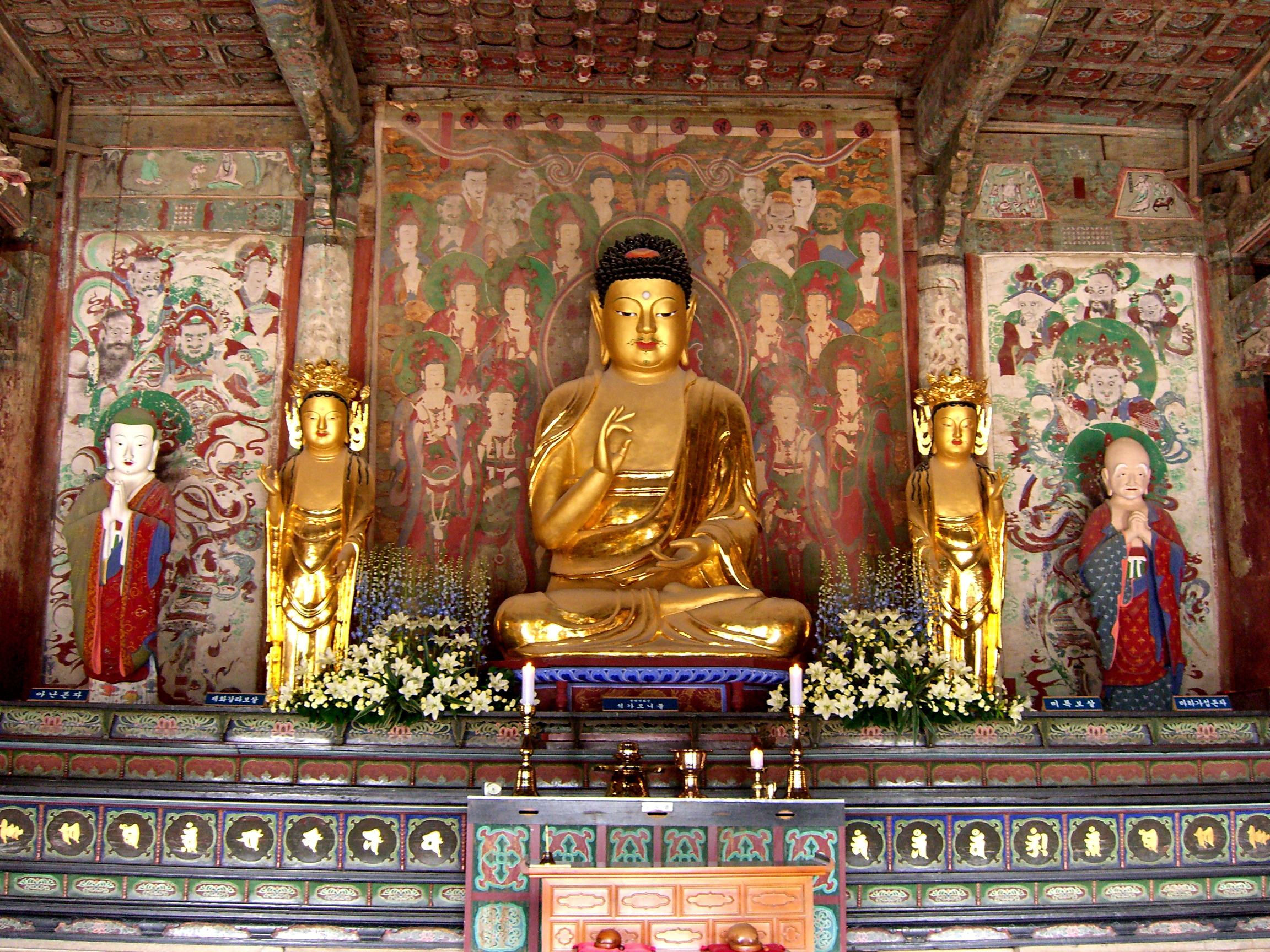
大雄殿中央供奉釋迦牟尼佛，後方為靈山會上圖與四天王壁畫（韓國寶物第1797號）

## 世界遺產登錄
1995年12月，第19屆世界遺產委員會會議於德國柏林召開，由韓國申報的項目「石窟庵和佛國寺」經大會通過登錄為世界遺產，編號為736號。
该世界遗产被认为满足世界遺產登錄基準中的以下基準而予以登錄：
- （i）表现人类创造力的经典之作。
- （iv）关于呈现人类历史重要阶段的建筑类型，或者建筑及技术的组合，或者景观上的卓越典范。

## 外部連結
- （简体中文）佛國寺官方網站 （页面存档备份，存于）
- （繁體中文）Visit Korea 佛國寺（页面存档备份，存于）